# Alopecosa oahuensis
Alopecosa oahuensis är en spindelart som först beskrevs av Eugen von Keyserling 1890.  Alopecosa oahuensis ingår i släktet Alopecosa och familjen vargspindlar. Inga underarter finns listade i Catalogue of Life.